# Elbaol verlag hamburg
Der elbaol verlag hamburg wurde 2004 in Hanstedt (Nordniedersachsen) gegründet und ist 2008 in Hamburg offiziell an den Buchmarkt gegangen. Seit 2014 hat er seinen Sitz in Meldorf (Schleswig-Holstein/Dithmarschen). Der Klein(st)verlag arbeitet als Ein-Personen-Unternehmen und lässt im On-Demand-Verfahren (Books on Demand GmbH, Norderstedt; s. Nutzung durch Verlage) drucken, produzieren und ausliefern.
Verlagsinhaberin Ellen Balsewitsch-Oldach, selbst auch als Autorin aktiv, betreibt (gemeinsam mit dem Autor und Künstler Dirk-Uwe Becker) außerdem das norddeutsche Autoren- und Literaturnetzwerk Textfabrique51. Die drei Offenen Lesebühnen (in Hamburg-Ottensen, in Meldorf und in Garding/Eiderstedt), die sie in diesem Zusammenhang organisiert und moderiert, bieten auch den Verlagsautoren Foren zur öffentlichen Präsentation ihrer Neuerscheinungen.

## Programm
Der elbaol verlag hamburg veröffentlicht schwerpunktmäßig sog. Nischenliteratur: Lyrik, Kurzprosa, Anthologien einzelner Autoren oder von Autorengruppen, künstlerisch illustrierte Bände, ungewöhnliche Romanthemen und experimentelle Literatur. Zwischen 4 und 8 individuell konzipierte Neuerscheinungen entstehen jährlich in enger Zusammenarbeit mit den Autoren. Ziel des Verlages ist es, Lesern auch wenig „marktgängiger“ Literaturformen zeitgenössische Lektüre auf dem Buchmarkt verfügbar zu machen.
Der elbaol verlag hamburg fördert mit den Veröffentlichungen außerdem hauptsächlich unbekanntere Autoren.
Aber auch bekannte Schriftsteller publizieren im elbaol verlag hamburg, so z. B. die Hamburger Krimiautorin Monika Buttler und die auch in Deutschland gern gelesene Amma Darko aus Ghana.
Mit norddeutschen Mitgliedern des Freien Deutschen Autorenverbands FDA hat der Verlag bisher fünf Anthologien herausgebracht.